# Faint
A Faint egy szám Linkin Park a második stúdióalbumáról, a Meteoráról. 2003 közepén adták ki a Faint kislemezt, ami az album második kislemeze. A Hot 100-on a legjobb helye a 48. lett, amit 2003. augusztus 26-án ért el. A dal első lett a Modern Rock Tracks-en, ezzel ez lett a zenekar harmadik olyan száma ami első lett a toplistákon.

## A kislemez
Két kislemezt adtak ki, a "Faint Part 1"-et és a "Faint Part 2"-t. A "Faint Part 1"-nek kék volt a borítója a "Faint Part 2"-nek pedig barna. A "Faint Part 1"-nek volt egy kanadai kiadása is amin nem volt rajta a videó.

## Számlista
Part 1
1. Faint
2. Lying from You (Live at LPU Tour 2003)
3. Somewhere I Belong (Video)

Part 2
1. Faint
2. One Step Closer (Reanimated Live at LPU Tour 2003)
3. Faint (Live Video)

Street Team Sampler
1. Faint
2. From the Inside (Live at LPU Tour 2003)

## A klip
A klipet Mark Romanek rendezte. Los Angeles belvárosában lett felvéve. A klipben a zenekar egy nagy reflektor előtt zenél a közönségnek. A közönség a Linkin Park Underground tagjai. Majdnem az egész számban a zenekar hátát láthatjuk, ezért a bandatagok arcát szinte nem is látjuk kivéve a szám végén.
A rendezői változatában a videóban Mike Shinodát lehet látni, amint egy garázs ajtóra az En Proceso szavakat fújja.

## Toplisták
A "Faint" az Egyesült Államokban a rádiókban 2003. Július 1-én debütált. A szám bekerült a húsz legjobb közé a Hot 100 Recurrent Airplay-en, a következő héten pedig felkerült a Hot 100-ra. A "Faint" legjobb helyét (48) a 8. héten érte el és a 15. hétig fent volt a toplistán.
A "Faint" bekerült a harminc legjobb közé a Canadian Singles Chart-on, ahol a legjobb helye a 21. lett.
Ausztráliában, Európában és Új Zélandon 2003. Július 22-én debütált. A "Faint" bekerült a húsz legjobb közé az angol toplistákon. A "Faint" legjobb helye az Australian Singles Chart-on az 55. hely volt, 2 hétig ott is maradt.
A "Faint" a japán toplistákon  67., az Eurochart Hot 100 Singles pedig 57. volt a legjobb helye. A szám bekerült a húsz legjobb közé az Egyesült Királyság és Spanyolország toplistáin.
Magyarországon a VIVA Chart Show 40 legnépszerűbb klipjeinek ranglistáján 8 hétig szerepelt 2003 nyarán, ahol a 20. helyig jutott.[forrás?]
| Toplista (2003)              | Legjobb hely |
| ---------------------------- | ------------ |
| Australia Singles Chart      | 25           |
| Austria Singles Chart        | 27           |
| Belgium Singles Chart        | 44           |
| Germany Singles Chart        | 40           |
| Ireland Singles Chart        | 26           |
| Netherlands Singles Chart    | 40           |
| Sweden Singles Chart         | 49           |
| Switzerland Singles Chart    | 32           |
| United Kingdom Singles Chart | 15           |
| Japanese Singles Chart       | 67           |
| Eurochart Hot 100 Singles    | 57           |
| U.S. Billboard Hot 100       | 48           |
| U.S. Modern Rock Tracks      | 1            |
| U.S. Mainstream Rock Tracks  | 2            |
| UK Singles Chart             | 15           |